# 江口カン

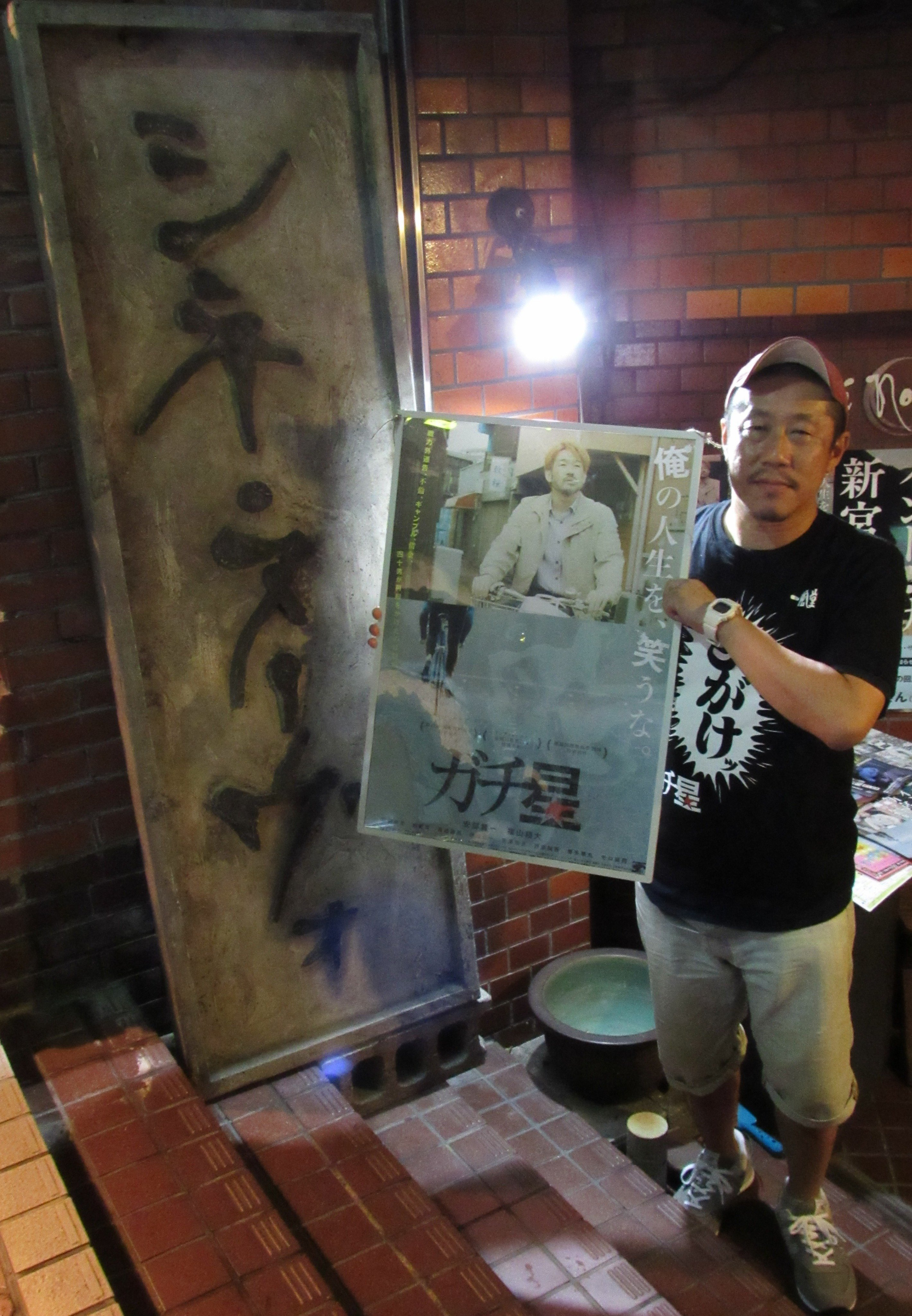
映画「ガチ星」上映劇場にて

江口 カン（えぐち カン、1967年7月20日 - ）は、日本の映画監督。福岡を拠点に映画やドラマ、CMなどエンターテインメント性の高い作品の演出を数多く手がける。KOO-KI（空気株式会社）取締役会長。九州芸術工科大学画像設計学科卒業、福岡県出身。

## 経歴
1967年福岡県生まれ。父は九州大学の植物の研究者で、かつ写真家の江口弘美。福岡高校（38回生）時代に『ロッキー』のパロディ映画を撮る（監督第1作）。1992年九州芸術工科大学画像設計学科卒業。1997年、福岡市を拠点に大学時代の友人らと映像制作会社「KOO-KI」を共同設立。
2007〜2009年、世界で最も重要な広告賞として知られる「カンヌ国際広告祭」で3年連続受賞（2007年銅賞/2008年銅賞/2009年金賞）。
『Boards』（カナダ）主催「Directors to Watch 2009」14人のうち1人に選出される。
2010年から2012年まで3年連続でクリオ賞（アメリカ）審査員を務める。
2012年から広島県観光PRキャンペーンのブランド構築アドバイザーを務め「おしい!広島県」を仕掛ける。その後も「泣ける！広島県」「カンパイ!広島県」を展開。Yahoo!映像トピックスアワード2012 芸能界・エンタメ部門 第1位、観光映像大賞 観光庁長官賞（2013年）を受賞。
2013年、東京五輪招致PR映像「Tomorrow begins」のクリエイティブ・ディレクションを務める。
2013年、テレビドラマ『めんたいぴりり』（テレビ西日本）の監督を務め、平成26年日本民間放送連盟賞優秀賞、ATP賞ドラマ部門奨励賞、ギャラクシー賞奨励賞受賞。2015年 続編の『めんたいぴりり2』（テレビ西日本）が放送。前作に続き2年連続で日本民間放送連盟賞優秀賞を受賞。
企画・監督を務めたWebムービー「TOYOTA G’s『Baseball Party』」は「神スイング」とともにYouTubeで盛り上がり、話題を呼んだ。
2017年、北九州市・下関市観光PRムービー「COME ON！関門！」を企画、監督し、国内・海外で合計4億回を超える異例の再生回数となり現在も更新中。
2018年、映画『ガチ星』を企画、監督。『映画芸術』「日本映画ベストテン&ワーストテン」で2018年日本映画ベスト10にランクインする。
2019年1月、『映画 めんたいぴりり』企画、監督。同年6月『ザ・ファブル』を監督。
第19回ヌーシャテル国際ファンタスティック映画祭（スイス）Best Asian Film Award受賞。
第23回ファンタジア国際映画祭（カナダ・モントリオール）Best Action Film受賞

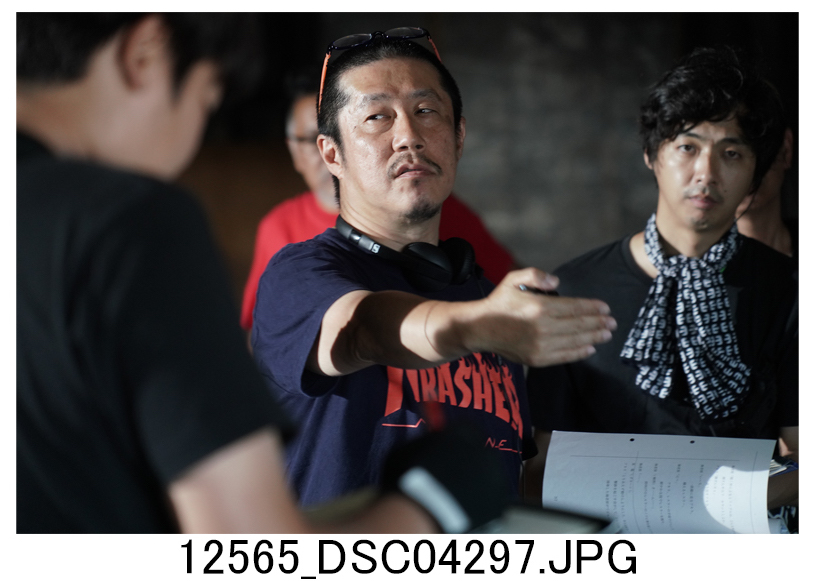
映画「ザ・ファブル」撮影風景

2021年6月、映画『ザ・ファブル 殺さない殺し屋』を監督。
2023年5月、Netflixオリジナル『サンクチュアリ -聖域-』世界同時配信開始。

## 作品

### テレビドラマ
- つぶやき三四郎～一本なう！～（2011年4月 - 5月、全6話、NTTドコモスマートフォン ドコモマーケット、各話配信開始2週間後にYouTubeで公開） - 監督
- テレビ西日本創立55周年記念ドラマ『めんたいぴりり[9]』 (2013年8月） - 監督
- めんたいぴりり2 (2015年2月） - 監督
- NHK大河ドラマ『真田丸』スピンオフ『ダメ田十勇士[5]』（2016年3月24日、NHK総合 / NHK大河ドラマ『真田丸』DVDおよびBDの第壱集にロングバージョン・ショートバージョンを収録[10]） - 企画・脚本・監督[5]
- ガチ★星 (2016年4月 - 5月） - 監督
- 「龍が如く」オリジナルドラマ作品『龍が如く 魂の詩。』 （2016年11月配信開始、全4話、ゲオチャンネル / 2） - 監督
- 藤子・F・不二雄 SF短編ドラマ「どことなくなんとなく」（2023年6月4日、NHK BSプレミアム） - 脚本・演出

### 配信ドラマ
- サンクチュアリ -聖域-（2023年5月配信開始、全8話 Netflix） - 企画・監督[11]

### CM
- 相模ゴム　サガミオリジナル0.02 「LOVE DISTANCE～僕らは、10億ミリ離れていた。～」
- JR九州「黒豚横丁」
- 日清食品「どん兵衛」
- コカコーラ「ジョージア・女スパイ」
- JR九州「TSUBAME」
- ソフトバンクホークス「ベースボール・スパーリング」
- 高田引越センター「グラビア篇」「ホラー篇」
- ドラゴンクエストモンスターズ スーパーライト

### webムービー
- 東京オンリーピック『ロッカールーム』
- NIKE iD「Cosplay」
- TOYOTA G’s『Baseball Party』
- NHKスペシャルムービー『ダメ田十勇士』
- 北九州市/下関市 関門PRムービー『COME ON！関門！』

### 映画
- ガチ星（2017年、企画・制作：空気/パイロン） - 企画・監督
- めんたいぴりり（2019年1月11日福岡県先行公開、2019年1月18日全国ロードショー[12]） - 企画・監督
- ザ・ファブル（2019年6月21日[13]、松竹） - 監督
- ザ・ファブル 殺さない殺し屋（2021年6月18日）[14] -脚本・監督

## 受賞歴
- 2007 カンヌ国際広告祭 銅賞 NIKE iD「Cosplay」
- 2007 N.Y.フェスティバル 銀賞 NIKE iD「Cosplay」
- 2007 NY ADC Viral Campaign NIKE iD「Cosplay」
- 2008 カンヌ国際広告祭 銅賞  NIKE「Escort」
- 2008 N.Y.フェスティバル 銀賞 NIKE「Escort」
- 2008 第12回文化庁メディア芸術祭審査員推薦作品 NIKE「Escort」
- 2009 カンヌ国際広告祭 金賞 相模ゴム「LOVE DISTANCE～僕らは、10億ミリ離れていた。～」
- 2009 福岡市文化賞
- 2011 福岡県文化賞
- 2013 ATP賞ドラマ部門奨励賞「めんたいぴりり」
- 2014 ギャラクシー賞奨励賞「めんたいぴりり」
- 2014 日本民間放送連盟賞 優秀賞「めんたいぴりり」
- 2015 日本民間放送連盟賞 優秀賞「めんたいぴりり2」
- 2019 第19回ヌーシャテル国際ファンタスティック映画祭(スイス)Best Asian Film Award受賞
- 2019 第23回ファンタジア国際映画祭(カナダ・モントリオール)Best Action Film受賞
- 2021 ロッテルダムスポーツ映画祭Best Of World Cinema(世界最優秀作品賞)受賞

## 関連
- テレビコマーシャル
- テレビドラマ
- 映画
- ディレクター
- 福岡県出身の著名人
- 久留米市出身の著名人
- 福岡県立福岡高等学校出身の著名人
- 九州芸術工科大学出身の著名人